# Vasco Uva
Vasco Uva (ur. 15 grudnia 1982 w Lizbonie) – portugalski rugbysta grający w trzeciej linii młyna, reprezentant kraju, uczestnik Pucharu Świata w 2007 roku.
Podczas kariery sportowej związany był z zespołami Grupo Desportivo Direito, Montpellier Hérault RC i Lusitanos XV, z którymi występował również w europejskich pucharach.
Z kadrą U-19 uczestniczył w mistrzostwach świata w 2001.
W reprezentacji Portugalii występuje od 2003 i do czerwca 2015 roku rozegrał łącznie 100 spotkań zdobywając 65 punktów. W 2007 roku został powołany na Puchar Świata, na którym wystąpił w trzech meczach swojej drużyny.
Był też członkiem kadry kraju w rugby siedmioosobowym, z którą wystąpił między innymi na Pucharach Świata w 2005 i 2009.
Brat João, jego kuzynami są natomiast Gonçalo Uva oraz Margarida Sousa Uva – żona José Barroso.
Jest autorem książki Hoje é Por Portugal!.